# Edifici al carrer Sant Josep, 14 (Mataró)
L'Edifici al carrer Sant Josep, 14 és un edifici de Mataró (Maresme) protegit com a Bé Cultural d'Interès Local.

## Descripció
Es tracta d'una casa entre mitgeres de planta baixa i dues plantes pis. Presenta portal i finestra reixada, amb arcs escarsers en planta baixa. Finestra i balcó en les dues plantes pis. El balcó del primer pis és de ferro forjat amb rajola vidriada. S'observen els brancals i la llinda de pedra a les obertures. A la planta baixa hi ha estucat.
A la dovella central de la llinda del portal figura l'any 1772.